# Matej Jurčo
Matej Jurčo (* 8. August 1984 in Poprad) ist ein ehemaliger slowakischer Radrennfahrer.

## Sportliche Laufbahn
2002 sicherte sich Matej Jurčo den Gesamtsieg des Rad-Weltcups der Junioren und wurde im Jahr darauf 2003 slowakischer Meister im Einzelzeitfahren der Altersklasse U23. Darauf erhielt er von De Nardi-Colpack einen Vertrag als Stagiaire.
2004 fuhr Jurčo für De Nardi, platzierte sich als Dritter in der Gesamtwertung des Uniqa Classic in Österreich und wurde erstmals slowakischer Meister im Einzelzeitfahren. Zur Saison 2005 wechselte er zum italienischen UCI ProTeam Domina Vacanze und verteidigte seinen Meistertitel. Von 2005 bis 2009 fuhr Jurčo für das deutsch-italienische Team Milram und konnte 2008 sowohl nationaler Meister im Einzelzeitfahren als auch im Straßenrennen werden. Mit beiden Profiteams nahm er insgesamt viermal an einer Grand Tour teil. 
2004 sowie 2008 startete Jurčo bei Olympischen Spielen. 2004 in Athen wurde er 35. im Einzelzeitfahren und vier Jahre später belegte er Rang 28, das Straßenrennen konnte er beide Male nicht beenden.
2015 beendete Matej Jurčo seine sportliche Laufbahn, nachdem er insgesamt fünf Mal slowakischer Meister im Einzelzeitfahren und 2008 im Straßenrennen geworden war.

## Erfolge
2002
- Gesamtwertung Rad-Weltcup der Junioren

2003
- Slowakischer Meister im Einzelzeitfahren (U23)

2004
- Slowakischer Meister im Einzelzeitfahren

2005
- Slowakischer Meister im Einzelzeitfahren

2006
- Slowakischer Meister im Einzelzeitfahren

2008
- Slowakischer Meister im Straßenrennen
- Slowakischer Meister im Einzelzeitfahren

2010
- eine Etappe Vuelta Ciclista al Uruguay

2011
- eine Etappe Dookoła Mazowsza

2012
- eine Etappe und Mannschaftszeitfahren Czech Cycling Tour

## Grand-Tour-Platzierungen
| Grand Tour            | 2005 | 2006 | 2007 | 2008 |
| --------------------- | ---- | ---- | ---- | ---- |
| Giro d’ItaliaGiro     | –    | –    | –    | 129  |
| Tour de FranceTour    | –    | –    | –    | –    |
| Vuelta a EspañaVuelta | DNF  | –    | 133  | 81   |